# Oslaria pura
Oslaria pura är en fjärilsart som beskrevs av Barnes och Mcdunnough 1911. Oslaria pura ingår i släktet Oslaria och familjen nattflyn. Inga underarter finns listade i Catalogue of Life.